# Hiroshi Michinaga
Hiroshi Michinaga (n. 8 octombrie 1956, Kobe, Japonia) este un arcaș ce a reprezentat Japonia, medaliat olimpic. A participat la o ediție a Jocurilor Olimpice (1976) în care a câștigat o medalie de argint.

## Participări
Lista de mai jos prezintă principalele competiții la care a participat Hiroshi Michinaga de-a lungul carierei.
- archery at the 1976 Summer Olympics – men's individual[*]